# Dipodillus simoni
Dipodillus simoni és una espècie de mamífer rosegador de la família dels múrids. Viu a Algèria, Egipte, Líbia, el Marroc i Tunísia. Els seus hàbitats naturals són les estepes i la terra arable. És una espècie en risc mínim, és a dir, no sembla que hi hagi cap amenaça significativa per a la seva supervivència.
L'espècie fou anomenada en honor del zoòleg francès Eugène Louis Simon.